# Scatella gregaria
Scatella gregaria är en tvåvingeart som beskrevs av Cresson 1931. Scatella gregaria ingår i släktet Scatella och familjen vattenflugor. Inga underarter finns listade i Catalogue of Life.